# جيمس نيل
جيمس نيل (بالإنجليزية: James Neill)‏ هو مخرج وممثل أمريكي، ولد في 29 سبتمبر 1860 في الولايات المتحدة، وتوفي بنفس المكان في 16 مارس 1931.

## أعمال

### أفلام
- (1923) الوصايا العشر

## وصلات خارجية
- جيمس نيل على موقع IMDb (الإنجليزية)
- جيمس نيل على موقع ألو سيني (الفرنسية)
- جيمس نيل على موقع أول موفي (الإنجليزية)
- جيمس نيل على موقع قاعدة بيانات برودواي على الإنترنت (الإنجليزية)
- جيمس نيل على موقع قاعدة بيانات الأفلام السويدية (السويدية)
- جيمس نيل على موقع قاعدة بيانات الفيلم (الإنجليزية)
- جيمس نيل على موقع كينوبويسك (الروسية)